# 山本高安町
山本高安町（やまもとたかやすちょう）は、大阪府八尾市の町名。郵便番号は581-0021。現行行政地名は山本高安町一丁目および山本高安町二丁目。住居表示は実施済み。
住居表示実施時に大字山本と周辺の大字の地名を変更し、山本町、山本町北、山本町南などとともに成立した地名である。
住居表示実施直前の旧地名は、大字山本のほか、大字万願寺（一丁目の近鉄高安検車区敷地内の一部）、大字教興寺（一丁目の近鉄高安駅構内の一部、二丁目の高安検車区敷地内の一部）の区域を含む。

## 歴史概要
令制国一覧 > 畿内 > 河内国 > 若江郡 > 山本新田など
山本新田の南外れにあたり、集落は存在していなかったが、八尾中心部から教興寺・信貴山方面へ続く「信貴道」とよばれた街道が横切っていた。
1925年（大正14年）に大阪電気軌道が開通した際に信貴道の交差部北側に高安停車場が設置された。その後駅の周辺に車庫が設置された。

## 地理
近鉄高安駅の西側は商業地で、南西方向（二丁目）は住宅地である。一丁目と二丁目の境に府道山本黒谷線が東西に横切っている。
高安駅に近く、町名に"高安"の文字が含まれることから、いわゆる高安地域に包括される場合もある。

## 世帯数と人口
2020年（令和2年）3月31日現在（八尾市発表）の世帯数と人口は以下の通りである。
| 丁目             | 世帯数  | 人口  |
| ---------------- | ------- | ----- |
| 山本高安町一丁目 | 17世帯  | 53人  |
| 山本高安町二丁目 | 301世帯 | 568人 |
| 計               | 318世帯 | 621人 |

### 人口の変遷
国勢調査による人口の推移。
| 1995年（平成7年）  | 593人 | [ 5 ] |  |
| 2000年（平成12年） | 634人 | [ 6 ] |  |
| 2005年（平成17年） | 632人 | [ 7 ] |  |
| 2010年（平成22年） | 722人 | [ 8 ] |  |
| 2015年（平成27年） | 594人 | [ 9 ] |  |

### 世帯数の変遷
国勢調査による世帯数の推移。
| 1995年（平成7年）  | 256世帯 | [ 5 ] |  |
| 2000年（平成12年） | 301世帯 | [ 6 ] |  |
| 2005年（平成17年） | 283世帯 | [ 7 ] |  |
| 2010年（平成22年） | 320世帯 | [ 8 ] |  |
| 2015年（平成27年） | 277世帯 | [ 9 ] |  |

## 学区
市立小・中学校に通う場合、学区は以下の通りとなる（2020年5月時点）。
| 丁目             | 番   | 小学校               | 中学校             |
| ---------------- | ---- | -------------------- | ------------------ |
| 山本高安町一丁目 | 全域 | 八尾市立南山本小学校 | 八尾市立曙川中学校 |
| 山本高安町二丁目 | 全域 | 八尾市立南山本小学校 | 八尾市立曙川中学校 |

## 事業所
2016年（平成28年）現在の経済センサス調査による事業所数と従業員数は以下の通りである。
| 丁目             | 事業所数 | 従業員数 |
| ---------------- | -------- | -------- |
| 山本高安町一丁目 | 10事業所 | 626人    |
| 山本高安町二丁目 | 36事業所 | 264人    |
| 計               | 46事業所 | 890人    |

## 施設
（一丁目）
- 八尾警察署高安駅前交番

（二丁目）
- 近鉄高安検車区
- 高安さくら商店街
- 池田泉州銀行高安支店
- 高井公園

## 交通
- 近鉄高安駅
  - 高安検車区
  - 高安検修センター
  - 高安列車区

## その他

### 日本郵便
- 郵便番号 : 581-0021[2]（集配局：八尾郵便局[12]）。